# Залужный, Александр Гаврилович
Алекса́ндр Гаври́лович Залу́жный (род. 5 июля 1956 года, Жёлтые Воды, Днепропетровская область, УССР, СССР) — российский правовед и религиовед, специалист по вопросам безопасности в области государственно-религиозных и национальных отношений, общим вопросам правового обеспечения национальной безопасности, юридическому религиоведению, прокурорской и правоохранительной деятельности, и военному праву. Кандидат философских наук (1994), доктор юридических наук (2005), профессор.
Профессор кафедры правового обеспечения национальной безопасности факультета национальной безопасности Института права и национальной безопасности Российской академии народного хозяйства и государственной службы при Президенте Российской Федерации (с 2007).
Заместитель председателя Научно-консультативного совета при Министерстве юстиции Российской Федерации по изучению информационных материалов религиозного содержания на предмет выявления в них признаков экстремизма (с 2009). Секретарь Экспертного совета по проведению государственной религиоведческой экспертизы при Министерстве юстиции Российской Федерации (1998—2009).

## Биография
Родился 5 июля 1956 года в Жёлтые Воды Днепропетровской области.
В 1977 году окончил Донецкое высшее военно-политическое училище инженерных войск и войск связи по военно-политической специальности.
В 1977—2000 годы — проходил военную службу на различных должностях в системе воспитательных органов Вооружённых Сил СССР и Вооружённых Сил Российской Федерации на территории Белоруссии, Казахстана и Литвы. Полковник.
В 1994 году окончил аспирантуру Института философии НАН Украины и там же под научным руководством доктора философских наук, профессора П. Л. Яроцкого защитил диссертацию на соискание учёной степени кандидата философских наук по теме «Проблемы войны и мира в современных протестантских теологиях» (специальность 09.00.06 — история и теория религии, свободомыслия и атеизма); официальные оппоненты — Н. М. Закович и кандидат философских наук, доцент С. П. Лисенко; ведущая организация — кафедра культурологии Запорожского государственного университета.
Окончил юридический факультет Владимирского государственного университета по специальности «юриспруденция».
Работал заместителем руководителя Департамента по делам общественных и религиозных объединений Министерства юстиции Российской Федерации.
В 1998—2009 годы — секретарь Экспертного совета по проведению государственной религиоведческой экспертизы при Министерстве юстиции Российской Федерации.
В 2003—2005 годы — старший научный сотрудник НИИ проблем укрепления законности и правопорядка при Генеральной прокуратуре РФ.
В 2005 году в НИИ проблем укрепления законности и правопорядка при Генеральной прокуратуре РФ защитил диссертацию на соискание учёной степени доктора юридических наук по теме «Правовое регулирование и прокурорский надзор в сфере отношений государства и религиозных объединений: Теория. Законодательство. Обеспечение законности» (специальности 12.00.01 — теория и история права
и государства; история учений о праве и государстве и 12.00.11 — судебная власть, прокурорский надзор, организация правоохранительной деятельности, адвокатура); официальные оппоненты — заслуженный юрист Российской Федерации доктор юридических наук, профессор В. С. Афанасьев, доктор юридических наук В. З. Гущин и доктор юридических наук, профессор А. Г. Халиулин; ведущая организация — Российская академия государственной службы при Президенте Российской Федерации.
С 2007 года — профессор правового обеспечения кафедры национальной безопасности факультета национальной безопасности Института права и национальной безопасности Российской академии народного хозяйства и государственной службы при Президенте Российской Федерации.
С 2009 года — заместитель председателя Научно-консультативного совета при Министерстве юстиции Российской Федерации по изучению информационных материалов религиозного содержания на предмет выявления в них признаков экстремизма.
Член редакционной коллегии научных журналов «Диалог» и член редакционных советов научных журналов «Вестник государственного и муниципального управления» и «Проблемы правоохранительной деятельности».
Автор более 90 научных трудов.

## Семья
Женат. Имеет сына и дочь. Дочь — Ирина, сотрудник Прокуратуры Российской Федерации.

## Отзывы
Доктор юридических наук, профессор Академии управления МВД России, заслуженный юрист Российской Федерации В. С. Афанасьев в рецензии на монографию «Право. Религия. Закон» отметил, что данная работа «посвящена важной и актуальной как в теоретическом, так и в практическом плане теме — правовому регулированию и надзору над законностью в сфере отношений государства и религиозных объединений». Кроме того, он указал, что «научный и практический интерес представляют такие положения и выводы работы, как характеристика истории взаимовлияния религиозных и правовых норм; предложения, связанные с концепцией отношений государства с религиозными объединениями, с характером диалога государственных органов с указанными объединениями и с совершенствованием законодательства в данной сфере общественных отношений; автор предлагает также меры по усилению прокурорского надзора». По мнению рецензента «несомненным достоинством монографии является тесная связь теории с реальной действительностью» и «анализ проблемы осуществлён комплексно с позиций как общей теории права и государства и отраслевых юридических наук, так и теории прокурорского надзора». В связи с этим Афанасьев полагает, что «всё это позволило показать пути и перспективы дальнейшего совершенствования системы, обеспечивающей реализацию гражданами своего права на свободу совести и вероисповедания, получить достоверные, объективные результаты, обосновать внесённые предложения, определить многие существенные причины имеющихся нарушений и основные направления деятельности по решению задач, связанных с реализацией указанного права». Вместе с тем, рецензент обратил внимание на некоторые спорные утверждения автора. Так, по его мнению, Залужный «справедливо отмечает, что в советский период, несмотря на то, что свобода совести и вероисповедания Конституцией СССР декларировалась, в связи с общей антирелигиозной направленностью государственной политики права верующих нарушались», хотя «в настоящее время имеет место обратное положение: при декларировании Конституцией РФ права „распространять религиозные и иные убеждения“ фактически нарушается право на ведение атеистической пропаганды». Также Афанасьев отметил, что «хотя формально все конфессии признаны равноправными, это равноправие фактическим не является, да и не может быть реальным». Кроме того, указав, что «автор правильно пишет о взаимосвязи религиозной и правовой регулятивных систем, о возможностях их взаимодействия», рецензент обратил внимание на то, что «эти связи в условиях светского государства не являются прямыми, они опосредованны, обусловлены общими нравственными основами религиозных и правовых норм». А подчеркнув, что «в случае противоречий между нормами права и религии безусловным приоритетом должны обладать нормы права (исключением являются государства, относящиеся к семье религиозных правовых систем)», Афанасьев отметил, что "поэтому автор напрасно упрекает государство советского периода в «безусловном подчинении религиозных норм государственно-правовым», поскольку «это нормально для любого светского государства», а «необходимая же согласованность между этими видами социальных норм должна обеспечиваться (в рамках возможного и целесообразного) на стадии правотворчества». Другим спорным утверждением рецензент считает то, что «А. Г. Залужный полагает, что „многоконфессиональность, объективно увеличивая необходимость правового регулирования, выступает фактором укрепления законности на основе права…“». Афанасьев в связи с этим пишет, что «да, действительно, многочисленность конфессий в нашей стране объектино увеличивает число норм, регулирующих отношения, связанные с религией», хотя и указывает, что «появление каждой новой нормы права обычно влечет необходимость обеспечить её соблюдение, исполнение, то есть требует дополнительных усилий по обеспечению законности». А отметив, что «автор безусловно прав, полагая, что межконфессиональные конфликты могут быть успешно решены только на основе правовых норм», тем не менее рецензент подчеркнул, что «возможности права, видимо, всё же ограничены, например, применительно к конфликтам, имеющим чисто религиозную основу (порядок отправления тех или иных обрядов, противоречия в толковании священных книг и т. п.)».

## Научные труды

### Монографии
- Залужный А. Г. Правовые проблемы государственно-конфессиональных отношений в современной России. — М.: Институт комплексных социальных исследований РАН. Исследовательский центр «Религия в современном обществе». Фонд поддержки учёных «Научная перспектива», 2004. — 244 с. ISBN 5-94952-009-2
- Залужный А. Г. Право. Религия. Закон. — М.: Научная книга, 2008. — 360 с. ISBN 978-5-91393-025-5

### Учебные пособия
- Залужный А. Г. Проблемы войны и мира в сознании молодого верующего. Пособие по общественно-государственной подготовке для офицеров и прапорщиков. — Петриков: Издательство Мышанского учебного центра РВСН, 1993.
- Залужный А. Г. Эволюция христианской интерпретации проблем войны и мира. Пособие для занятий офицеров в системе общественно-государственной подготовки. — Петриков: Издательство Мышанского учебного центра РВСН, 1993.
- Залужный А. Г. Прокурорский надзор за исполнением законов о свободе совести, религиозных объединениях и противодействии экстремизму. Научно-методическое пособие. — М.: НИИ проблем укрепления законности и правопорядка при Генеральной прокуратуре РФ, 2004. — 150 с. ISBN 5-94952-013-0
- Залужный А. Г., Жукова Н. А., Тешебаев Э. З. Процессуальные, тактические и психологические основы производства допроса в уголовном судопроизводстве: учебное пособие. — Белгород: Белгородский юридический институт МВД России, 2014. — 75 с. ISBN 978-5-91776-022-2

### Статьи
на русском языке
- Залужный А. Г. Специфика религиозного конфликта // Религия и право. — 2000. — № 6.
- Залужный А. Г. Некоторые итоги регистрации религиозных организаций в соответствии с Федеральным законом «О свободе совести и о религиозных объединениях» // Религия и право. — 2001. — № 2.
- Залужный А. Г. Правовые и религиозные нормы в системе государственно-конфессиональных и конфессиональных отношений // Государство, религия, церковь в России и за рубежом. Информационно-аналитический бюллетень. — 2001. — № 4 (28).
- Залужный А. Г. Организационное обеспечение деятельности экс- пертных советов по проведению государственной религиоведческой экспертизы в субъектах Российской Федерации (Тезисы выступления на семинаре юристов, практикующих в сфере государственно-конфессиональных отношений) // Законодательство о свободе совести и правоприменительная практика в сфере его действия. Материалы семинаров. Ноябрь — декабрь 2000 г. — М.: Институт религии и права, 2001.
- Залужный А. Г. Федеральный закон от 26 сентября 1997 г. «О свободе совести и о религиозных объединениях» о порядке регистрации и деятельности религиозных организаций. Тезисы доклада на 4-м Всероссийском семинаре руководителей духовных управлений мусульман 19 июля 2001 г. // Экономическое и финансовое управление мусульманскими религиозными организациями: реалии и перспективы. — М.: Московский исламский университет, 2001.
- Залужный А. Г. Некоторые правовые аспекты государственно- конфессиональных отношений в современной России // Десять лет по пути свободы совести. Проблемы реализации конституционного права на свобо- ду совести и деятельность религиозных объединений. Материалы научно-практического семинара. — М.: Институт религии и права, 2002.
- Залужный А. Г. Христианская этика и светское право // О социальной концепции русского православия / под общ. ред. проф. М. П. Мчедлова. Центр «Религия в современном обществе» Института комплексных социальных исследований РАН. — М.: Республика, 2002.
- Залужный А. Г. Правовые аспекты взаимосвязи экстремистских проявлений на политической и религиозной почве. Тезисы выступления на международной научно-практической конференции в РАГС «Религия, политика и права человека» // Религия, политика и права человека. — М.: Институт религии и права, 2002.
- Залужный А. Г Современное законодательство о свободе совести и миротворческая деятельность религиозных организаций. Тезисы выступления на круглом столе «Роль религиозных объединений в миротворческой деятельности, укреплении межрелигиозного согласия и дружбы народов» // Многонациональная Россия: диалог религий и культур. — М.: Готика. 2002.
- Залужный А. Г. Правовые гарантии противодействия экстремистской деятельности в политической, религиозной и других сферах общественной жизни // Закон и право. — 2002. — № 9.
- Залужный А. Г. Экстремизм. Сущность и способы противодействия. // Современное право. — 2002. — № 12.
- Залужный А. Г. Правовые пути разрешения межконфессиональных конфликтов. Тезисы выступления на «круглом столе» «Операция „Север“ 5 апреля 2001 г. // Сб. документов и материалов „Совет Министров СССР постановляет…“. / Под ред. М. И. Одинцова. — М.: Арт-бизнес-центр, 2002.
- Залужный А. Г. Проблемы взаимодействия и координации деятельности субъектов, осуществляющих борьбу с терроризмом. Тезисы выступления на „круглом столе“ ВНИИ МВД 30 октября 2002 г. // Терроризм: проблемы межведомственного взаимодействия: Материалы „круглого стола“ (30.10.2002)». — М.: ВНИИ МВД России, 2003.
- Залужный А. Г. Государственно-конфессиональные отношения в современной России и право. Тезисы выступления на юбилейной научно-практической конференции «Свобода совести — важное условие мира и гражданского согласия. К 10-летию Российского отделения МАРС» // Свобода совести — важное условие гражданского мира и межнационального согласия. — М.: Институт Европы РАН, 2003.
- Залужный А. Г. Правовые проблемы защиты прав граждан от проявлений экстремизма. Тезисы выступления на всероссийской научно-практической конференции 12 мая 2003 г. // Права человека в России и правозащитная деятельность государства. — СПб.: Юридический центр Пресс, 2003.
- Залужный А. Г. Роль судебной этнологической и религиоведческой экспертиз в реализации Федерального закона «О противодействии экстремистской деятельности» // Теория и практика управления органами внутренних дел в условиях реформирования системы МВД России. Сб. статей. — М.: Академия управления МВД России, 2003.
- Залужный А. Г. Проблемы законодательного и экспертного обеспечения противодействия экстремистской деятельности // Социально-экономические и правовые преобразования в условиях открытой экономики. — М.: Фонд поддержки учёных «Научная перспектива», 2003.
- Залужный А. Г. Некоторые проблемы защиты конституционных прав и свобод граждан от экстремистских проявлений // Конституционное и муниципальное право. — 2003. — № 4.
- Залужный А. Г. Судебная этнологическая и религиоведческая экспертизы (Вопросы теории и практики) // Закон и право. — 2003. — № 5.
- Залужный А. Г. Деятельность органов прокуратуры по обеспечению законности в сфере межнациональных, межконфессиональных отношений и преодоление экстремизма. Тезисы выступления на Международной науч- но-практической конференции (Москва, 17-18 октября 2003 г.) // Интеграция и опыт правовых преобразований в условиях вызова мировому правопорядку/ Под ред. проф. Г. П. Давыдова. — М.: РосНОУ, 2003.
- Залужный А. Г. Роль права в гармонизации государственно-конфессиональных и межконфессиональных отношений. Тезисы доклада на Межрегиональном научно-практическом семинаре «Межконфессиональный диалог и толерантность — основа гражданского мира и согласия» 18 ноября 2003 г., г. Волгоград // Свобода совести в России: исторический и современный аспекты. — М., 2004.
- Залужный А. Г. Организации, деятельность которых запрещена на территории Российской Федерации // Преступность в России начала XXI века и реагирование на неё. / Под ред. проф. А. И. Долговой. — М.: Российская криминологическая ассоциация, 2004.
- Залужный А. Г. Некоторые вопросы реализации законодательства о свободе совести, религиозных объединениях и противодействии экстремизму // Социально-экономическое развитие и международные отношения. / 3-е, доп. изд. — М.: Институт социально-политических исследований РАН. Фонд поддержки учёных «Научная перспектива», 2004.
- Залужный А. Г. Проблемы взаимодействия и координации деятельности субъектов, осуществляющих борьбу с терроризмом // Гражданский контроль за органами внутренних дел: проблемы теории, методологии, практики. Сб. статей. — М.: Академия управления МВД России, 2004.
- Залужный А. Г Законность в сфере государственно-конфессиональных отношений и её влияние на проблемы безопасности // Безопасность Евразии. — 2004. — № 4.
- Залужный А. Г. Вопросы взаимодействия органов прокуратуры с государственными органами, общественными организациями по обеспечению законности в сфере государственно-конфессиональных и межконфессиональных отношений // Совершенствование взаимодействия общественных, правозащитных организаций и органов прокуратуры в вопросах защиты прав и свобод граждан (материалы «круглого стола» 12 мая 2004 г.). — М., 2004.
- Залужный А. Г. Вопросы реализации права граждан на свободу совести в законодательстве Российской Федерации // Проблемы теории современного российского права. Сб. научных трудов. Серия: Право. Вып. 1 / Под ред. проф. Н. В. Щербаковой. — М. — Ярославль: Изд. МУ «Городской научно-методический центр социальной политики», 2004.
- Залужный А. Г. Диалектика взаимодействия правовых и религиозных норм // Закон и право. — 2004. — № 11.
- Залужный А. Г. Прокурорский надзор за соблюдением законодательства о свободе совести и о религиозных объединениях // Законность. — 2004. — № 11.
- Залужный А. Г. Совершенствование законодательства о свободе совести и о религиозных объединениях // Современное право. — 2004. — № 11.
- Залужный А. Г. Конституционное право граждан на свободу совести и его реализация в законодательстве Российской Федерации // Конституционное и муниципальное право. — 2004. — № 6.
- Залужный А.Г Правовые проблемы формирования вероисповедной политики в современной России // Религия и право. — 2004. — № 3.
- Залужный А. Г. Некоторые вопросы правотворческой деятельности по совершенствованию законодательства о свободе совести и о религиозных объединениях. Тезисы выступления на III Международном семинаре с участием экспертов Совета Европы, 22 — 23 сентября 2004 г. // Функции прокуратуры вне рамок уголовного преследования: вопросы теории и практики / Под ред. проф. А. Я. Сухарева. — М., 2005.
- Залужный А. Г. Проблемы совершенствования законодательства о свободе совести и о религиозных объединениях // Гуманитарные проблемы современности: Межвузовский сборник научных трудов. Москва — Пенза, 2005.
- Залужный А. Г. Обеспечение законности в сфере государственно-конфессиональных отношений и противодействие экстремизму // Современное право. — 2005. — № 3.
- Залужный А. Г. Фундаментальное исследование по религии в современной России. (Мчедлов, М. П. Религиоведческие очерки. Религия в духовной и общественно-политической жизни современной России. — М., 2005) // Философия и общество. — 2006. — № 2 (43). — С. 187—190.
- Залужный А. Г. Правовые вопросы обучения религии в светской школе // Современное право. — 2006. — № 10. — С. 88-92.
- Залужный А. Г. Некоторые проблемы защиты конституционных прав и свобод от экстремистских проявлений // Конституционное и муниципальное право. — 2007. — № 4.
- Залужный А. Г. Правовые вопросы формирования государственной политики в сфере свободы совести // Современное право. — 2007. — № 3. — С. 6-11.
- Залужный А. Г. Право международной безопасности и законодательство Российской Федерации. // Мир и Согласие. — 2010. — № 3.
- Залужный А. Г., Даниленко В. В. Правовое регулирование в сфере национальной безопасности: теоретический аспект. // Современное право. — 2010. — № 4.
- Залужный А. Г., Данилейко В. В. Общепризнанные нормы международного права и законодательство Российской Федерации в сфере обеспечения национальной безопасности. // Современное право. — 2010. — № 5.
- Залужный А. Г. Теоретико-правовые и законодательные проблемы противодействия экстремистской деятельности в современной России // Правоохранительные органы России и за рубежом на современном этапе. Взаимодействие с общественными организациями в борьбе с терроризмом. Международная научно-практическая конференция: сборник материалов. — М.: Российский университет дружбы народов, 2010. — С. 112—126.
- Залужный А. Г. Коллизии в российском законодательстве о национальной безопасности. // Современное право. — 2011. — № 11.
- Залужный А. Г., Бурмистрова Д. В. Теоретико-правовые вопросы обеспечения национальной безопасности. // Современное право. — 2011. — № 12.
- Залужный А. Г. Исполнение законодательства о свободе совести и о религиозных объединениях. // Государственная служба. — 2012. — № 3.
- Залужный А. Г., Васильченкова С. П. Христианские установления о семье и браке: историко-правовой анализ. // Закон и право. — 2012. — № 10.
- Залужный А. Г. Взаимодействие прокуратуры с другими государственными органами, общественными и иными организациями по обеспечению законности. // Вестник Московского университета МВД России. 2012. — № 4.
- Залужный А. Г. Экстремизм: современные представления об общественной опасности. // Современное право. — 2012. — № 6.
- Залужный А. Г. Экстремизм: сущность и способы противодействия // Современное право. — 2012. — № 12.
- Залужный А. Г. Организация экспертной деятельности в сфере противодействия религиозному экстремизму // Государство, Церковь, право: конституционно-правовые и богословские проблемы. Материалы IV межвузовской научной конференции, посвящённой 400-летию со дня преставления священномученика Ермогена Патриарха Московского и всея России. — М.: Изд-во РГТЭУ, 2012. — С. 307—311.
- Залужный А. Г. Рецензия на монографию Галушкина А. А. «Институт гражданства Российской Федерации после принятия Конституции Российской Федерации 1993 года» // Правозащитник. — 2013. — № 2. — С. 17.
- Беляева Т. Н., Залужный А. Г. Нормативное правовое регулирование деятельности органов внутренних дел в сфере противодействия экстремизму. // Правовая инициатива. — 2013. — № 9.
- Залужный А. Г., Малышев В. В. Геополитический экстремизм: политики-правовая характеристика (политико-правовое содержание) // Современное право. — 2014. — № 10. — С. 4-8.
- Залужный А. Г. Рецензия на монографию Гребенникова В. В., Марчука Н. Н., Галушкина А. А., Марчука В. Н. Судебная реформа в Бразилии в освещении бразильских правоведов // Правозащитник. — 2014. — № 1. — С. 22.
- Залужный А. Г., Восоров С. С. Проблемы обеспечения законности сделок с имуществом Министерства обороны Российской Федерации в условиях глобализационных процессов // Глобализация и публичное право. материалы III Международной научно-практической конференции. Российский университет дружбы народов. 2015. — С. 40-47.
- Залужный А. Г. Прокурорская деятельность в сфере защиты прав на объекты интеллектуальной собственности (Борисова Ю. Б. Деятельность прокурора по защите прав на объекты интеллектуальной собственности: гражданско-правовой и административно-правовой способы судебной защиты: дис…. канд. юрид. наук. — М., 2015)). // Современное право. — 2015. — № 2. — С. 161—164.
- Залужный А. Г., Тохтарбаева С. М. Вопросы взаимодействия органов внутренних дел с институтами гражданского общества в борьбе с коррупцией. // Современное право. — 2015. — № 4. — С. 120—125.
- Залужный А. Г. Стабильность конституционного строя — залог безопасности государства (Федотова Ю. Г. Безопасность конституционного строя Российской Федерации. М, 2015.) // Современное право. — 2015. — № 8. — С. 158—160.
- Залужный А. Г. Правовая основа обеспечения национальной безопасности Российской Федерации: опыт современного исследования Федерального закона от 28 декабря 2010 года № 390-ФЗ «О безопасности» // Юридическая наука. 2015. — № 1. — С. 97-98.
- Залужный А. Г. Проблемы правового регулирования в сфере национальной безопасности Российской Федерации // Законность в Российской Федерации: вызовы эпохи (Сухаревские чтения). сборник материалов I Международной научно-практической конференции. Академия Генеральной прокуратуры Российской Федерации. — М.: Академия Генеральной прокуратуры Российской Федерации, 2016. — С. 104—113.
- Залужный А. Г. Взаимодействие полиции и институтов гражданского общества при обеспечении конституционных прав и свобод человека и гражданина в Российской Федерации // Современное право. — 2016. — № 1. — С. 160—164.
- Залужный А. Г. К проблеме выявления и расследования органами внутренних дел преступлений экономической направленности (Фадеев И. А. Организация взаимодействия следователей и оперативных уполномоченных при выявлении и расследовании органами внутренних дел преступлений экономической направленности: дис…. канд. юрид. наук. М., 2015) // Современное право. — 2016. — № 4. — С. 142—145.
- Залужный А. Г., Бойко П. А. Политико-правовые проблемы повышения эффективности борьбы с транснациональной преступностью // Среднерусский вестник общественных наук. — 2016. — Т. 11. — № 2. — С. 99-106.
- Залужный А. Г., Восоров С. С. Понятие и элементы механизма оперативного управления имуществом военных организаций // Вестник Московского университета. Серия 26: Государственный аудит. — 2016. — № 3. — С. 83-92.
- Залужный А. Г., Бойко П. А. Политико-правовые проблемы повышения эффективности борьбы с транснациональной преступностью // Вопросы политологии. — 2016. — № 2 (22). — С. 153—162.
- Залужный А. Г. Экстремизм и терроризм как угроза современному российскому обществу // Вестник общественной научно-исследовательской лаборатории «Взаимодействие уголовно-исполнительной системы с институтами гражданского общества: историко-правовые и теоретико-методологические аспекты». — 2016. — № 7. — С. 25-31.
- Залужный А. Г. Прокурорский надзор за исполнением законов об охране объектов культурного наследия (Лавров В. В. Прокурорский надзор за исполнением законов об охране объектов культурного наследия: дис. … канд. юрид. наук. М., 2016.) // Современное право. — 2017. — № 2. — С. 139—141.
- Залужный А. Г. Конституционно-правовой механизм обеспечения прав человека в Российской Федерации (С. Э. Либанов. Демокурия: монография. Курган, 2014. 318 С.) // Современное право. — 2017. — № 6. — С. 142—144.
- Залужный А. Г., Бойко П. А. Проблемы эффективности борьбы с транснациональной преступностью // Проблемы укрепления законности и правопорядка: наука, практика, тенденции. — 2017. — № 10. — С. 339—345.
- Залужный А. Г. Прокурорский надзор сфере охраны и защиты лесов // Юридическая наука. — 2017. — № 2. — С. 114—117.
- Залужный А. Г. Взаимодействие прокуратуры с органами государственной власти и органами местного самоуправления в сфере обеспечения законности // Юридическая наука. — 2017. — № 4. — С. 181—184.
- Володина Н. В., Залужный А. Г. Киберугрозы со стороны экстремистских и террористических организаций: правовой аспект // Уголовно-процессуальные и криминалистические чтения на Алтае. / Отв. ред. С. И. Давыдов, В. В. Поляков. — Барнаул: Алтайский государственный университет, 2018. — С. 64-72.
- Залужный А. Г. К проблеме совершенствования межрегиональной координации правоохранительной деятельности территориальных органов МВД России // Современное право. — 2018. — № 11. — С. 145—148.
- Залужный А. Г. Проблемы совершенствования прокурорского надзора (Колесников А. В. Прокурорский надзор за исполнением законов при использовании результатов оперативно-розыскной деятельности в расследовании преступлений против личности, совершённых в условиях неочевидности: дис…. канд. юрид. наук. М., 2017.) // Современное право. — 2018. — № 9. — С. 142—144.
- Залужный А. Г. Личность религиозного экстремиста: теоретико-правовой анализ // Теория государства и права. — 2018. — № 1. — С. 64-68.
- Залужный А. Г. Балаева Д. Р. Правовое и организационное обеспечение деятельности территориальных органов МВД России в системе региональной безопасности: дис…. канд. юрид. наук. М., 2019 // Современное право. — 2019. — № 11. — С. 133—136.
- Залужный А. Г., Ковалёв Р. Р. Правоприменение статьи 303 УК РФ «Фальсификация доказательств и результатов оперативно—разыскной деятельности» и его совершенствование в интересах укрепления взаимодействия правоохранительных органов и гражданского общества // Вестник общественной научно-исследовательской лаборатории «Взаимодействие уголовно-исполнительной системы с институтами гражданского общества: историко-правовые и теоретико-методологические аспекты». — 2019. — № 17. — С. 12-17.
- Залужный А. Г. Организация деятельности органов предварительного следствия в системе МВД России по расследованию уголовных дел об изготовлении, хранении, перевозке или сбыте поддельных денег или ценных бумаг // Современное право. — 2020. — № 7. — С. 136—140.
- Залужный А. Г. Административно-правовые и организационные основы деятельности органов внутренних дел в сфере обеспечения экономической безопасности и противодействия коррупции // Современное право. — 2020. — № 8. — С. 144—147.
- Залужный А. Г. Правовое обеспечение и организация деятельности территориальных органов МВД России по противодействию преступности транснационального и межрегионального характера // Современное право. — 2020. — № 9. — С. 126—128.
- Залужный А. Г. Правовые вопросы противодействия коррупционным правонарушениям // Политико-правовые механизмы противодействия коррупции: проблемы теории и практики. сборник статей и докладов национальной научно-практической конференции. — Орёл: Среднерусский институт управления Российской академии народного хозяйства и государственной службы при Президенте Российской Федерации, 2021. — С. 18-28.
- Залужный А. Г. Религиозная свобода и национальная безопасность (тезисы доклада на 3-м Всероссийском форуме «Право. Религия. Государство». Москва, 17 декабря 2020 г.) // Современное право. — 2021. — № 2. — С. 18-21.
- Залужный А. Г. Правовые и организационные основы деятельности территориальных органов МВД России по противодействию преступлениям в сфере агропромышленного комплекса // Современное право. — 2021. — № 9. — С. 138—142.
- Залужный А. Г., Вавилин М. В. К вопросу о деятельности органов прокуратуры по надзору за исполнением законов о патриотическом воспитании в условиях антироссийской кампании стран, совершающих недружественные действия в отношении Российской Федерации // Современное право. — 2022. — № 4. — С. 62-69.

на других языках
- Zaluzhniy A. G. Legal problems of the citizens' rights Protestion against extremists' manifestations // Human Rights in Russia and Legal Protection Activity of the State. The Collection of Materials of All-Russia Scientific and Practical Conference, May 12, 2003. — St. Petersburg: Yuridichesky Center Press, 2003.
- Zaluzhniy A. G. Questions of interaction of law-enforcement bodies with institutes of a civil society in struggle against corruption. // Modern law. — 2015. — № 4.

## Публицистика
- Залужный А. Г. Политика государства и вера. Анализ концепции государственно-конфессиональных отношений РАГС // НГ-Религии. 12.09.2001.
- Залужный А. Г. Свобода совести и её толкование. О необходимости создания научной базы для выработки и реализации конфессиональной политики государства // НГ-Религии, 26.09.2001.
- Залужный А. Г. Патриоты ли протестанты? // Военно-христианский вестник. — 2001. — № 2-3(7-8). № 4 (10). 2002. № 1 (10). № 2-3 (11-12).